# نادي النصر (العراق)
نادي النصر الرياضي هو فريق كرة قدم عراقي مقره في ذي قار، تم تأسيسه في عام 1992، يلعب في الدوري العراقي الدرجة الثالثة.

## روابط خارجية
- أندية العراق - تواريخ التأسيس